# Arctozenus
Arctozenus is een monotypisch geslacht van straalvinnige vissen uit de familie van barracudinas (Paralepididae). Het geslacht is voor het eerst wetenschappelijk beschreven in 1864 door Gill.

## Soort
- Arctozenus risso (Bonaparte, 1840)